# Уайт-спірит

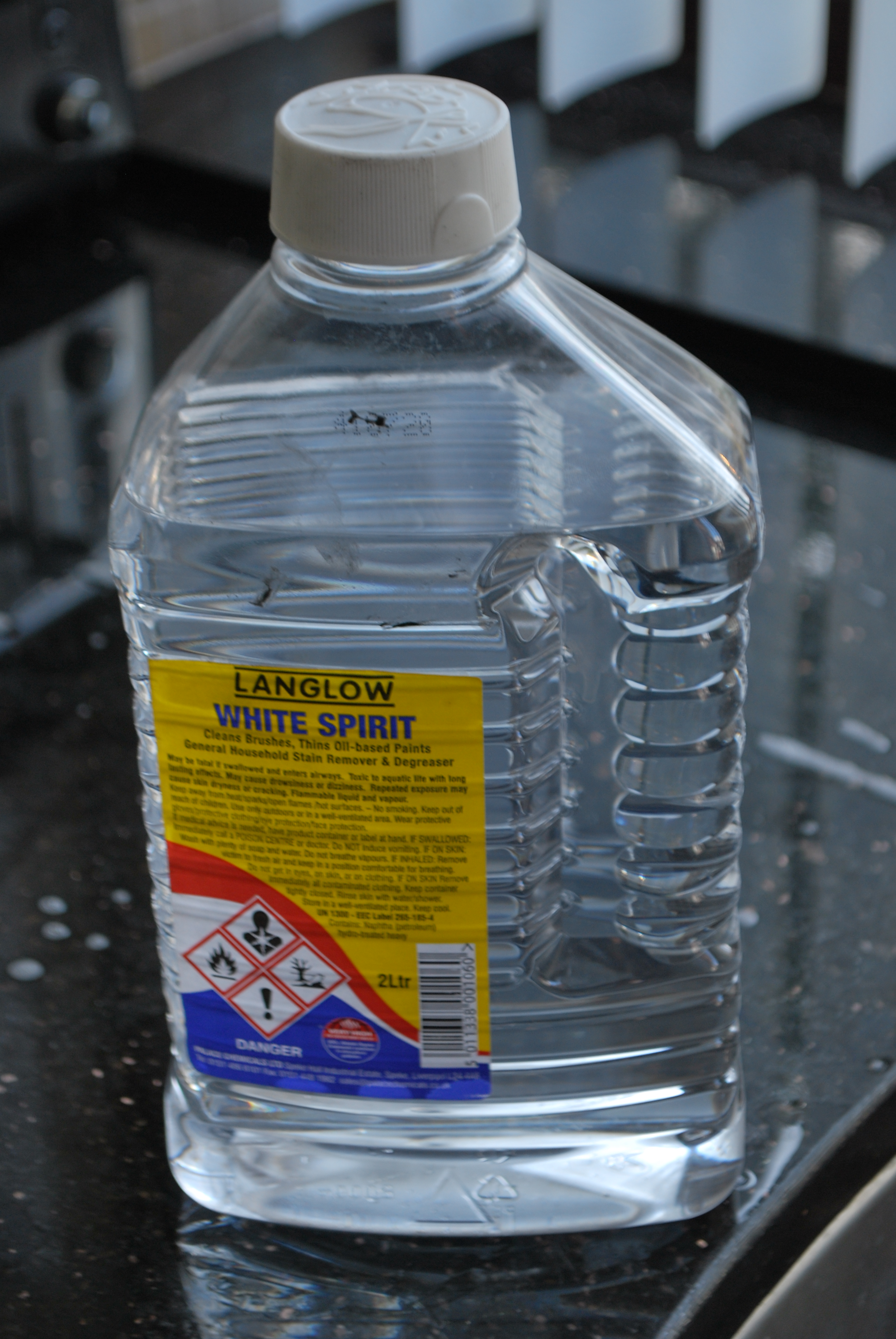
Пляшка уайт-спіриту

Уайт-спірит (англ. White Spirit, від white — білий, безбарвний і spirit — (в даному контексті) спирт, бензин) — бензин-розчинник, суміш рідких аліфатичних і ароматичних вуглеводнів, що отримують прямою перегонкою нафти іноді з додатковим гідроочищенням. Густина при 20 °С не більше 0,795 г/см³, починає кипіти при температурі не вище 165 °С, википає в межах 155(160)-200 °С, вміст сірки не більше 0,025%. При цьому масова частка ароматичних вуглеводнів не повинна перевищувати 16 %.
Уайт-спірит застосовують головним чином як розчинник у лакофарбовій промисловості, для розведення олійних фарб, алкідних емалей і лаків, мастик на основі бітуму і каучуку. Добре розчиняє всі нафтові фракції, рослинні олії і жири, органічні сполуки сірки, кисню та азоту.
Хоча уайт-спірит зазвичай не продається як паливо, він цілком може бути використаний як альтернатива гасу для переносних печей, оскільки це — всього лише легкий сорт гасу.
За ступенем впливу на організм уайт-спірит належить до 4-го класу небезпеки (речовини малонебезпечні) за ДЕСТ 12.1.007-76.

## Зберігання
Уайт-спірит рекомендується зберігати в щільно закритому, але не загерметизованому контейнері в прохолодному, добре вентильованому місці, не піддаючи впливу прямих сонячних променів. Забороняється маніпулювати, зберігати або відкривати контейнери поруч з полум'ям, джерелом тепла або джерелом спалаху. Не використовувати повторно порожні контейнери без попереднього спеціального очищення або переробки.

## Вплив на людину
Працювати з уайт-спіритом рекомендується в рукавичках, а перебувати в провітрюваному приміщенні.
- Вдихання парів. Концентрації парів вище рекомендованого рівня викликають подразнення очей і дихальних шляхів, можуть спричинити головні болі, запаморочення, анестезію або інші негативні ефекти на центральну нервову систему.
- Потрапляння в дихальні шляхи. Невелика кількість рідини, що потрапила в дихальні шляхи при ковтанні або при блювоті, може викликати бронхопневмонію або легеневий набряк. Мінімальна токсичність.
- Потрапляння на шкіру. Низький рівень токсичності. Частий або тривалий контакт може знежирити і висушити шкіру, з подальшим подразненням і дерматитом.
- Потрапляння до очей. Викликає сльозотечу і поверхневе подразнення, але не пошкоджує очні тканини.
- Хронічний вплив. Уайт-спірит може містити 0,1 — 1% етилбензолу. Міжнародне агентство з вивчення раку класифікувало етилбензол як «ймовірно канцерогенний для людини» і віднесло його до категорії 2B[en], що засноване на достатній кількості свідчень канцерогенності при дії на піддослідних тварин.